# Olympische Sommerspiele 2016/Teilnehmer (Niederlande)
| Gelbes Symbol für Goldmedaillen mit stilisierten Olympischen Ringen | Graues Symbol für Silbermedaillen mit stilisierten Olympischen Ringen | Braundes Symbol für Bronzemedaillen mit stilisierten Olympischen Ringen |
| ------------------------------------------------------------------- | --------------------------------------------------------------------- | ----------------------------------------------------------------------- |
| 8                                                                   | 7                                                                     | 4                                                                       |

Die Niederlande nahm an den Olympischen Spielen 2016 in Rio de Janeiro teil. Es war die insgesamt 26. Teilnahme an Olympischen Sommerspielen.

## Teilnehmer nach Sportarten

### Badminton
| Athleten                  | Wettbewerb | Gruppenphase                                                                                              | Gruppenphase                                                   | Gruppenphase | Gruppenphase | Achtelfinale                   | Achtelfinale              | Viertelfinale | Viertelfinale | Halbfinale    | Halbfinale    | Finale        | Finale        | Rang          |
| Athleten                  | Wettbewerb | Gegner | Ergebnis                                                       | Punkte       | Rang         | Gegner                         | Ergebnis                  | Gegner        | Ergebnis      | Gegner        | Ergebnis      | Gegner        | Ergebnis      | Rang          |
| ------------------------- | ---------- | --- | -------------------------------------------------------------- | ------------ | ------------ | ------------------------------ | ------------------------- | ------------- | ------------- | ------------- | ------------- | ------------- | ------------- | ------------- |
| Frauen                    |            | |                                                                |              |              |                                |                           |               |               |               |               |               |               |               |
| Eefje Muskens Selena Piek | Doppel     | Puttita Supajirakul Sapsiree Taerattanachai Jwala Gutta Ashwini Ponnappa Misaki Matsutomo Ayaka Takahashi | 2:0 (21:13, 22:20) 2:1 (21:16, 16:21, 21:17) 0:2 (9:21, 11:21) | 121:129      | 2            | Jung Kyung-eun Shin Seung-chan | 1:2 (13:21, 22:20, 14:21) | ausgeschieden | ausgeschieden | ausgeschieden | ausgeschieden | ausgeschieden | ausgeschieden | ausgeschieden |
| Mixed                     |            | |                                                                |              |              |                                |                           |               |               |               |               |               |               |               |
| Jacco Arends Selena Piek  | Doppel     | Kenta Kazuno Ayane Kurihara Ko Sung-hyun Kim Ha-na Phillip Chew Jamie Subandhi                            | 0:2 (14:21, 19:21) 0:2 (10:21, 10:21) 2:0 (21:15, 21:19)       | 95:118       | 3            | ausgeschieden                  | ausgeschieden             | ausgeschieden | ausgeschieden | ausgeschieden | ausgeschieden | ausgeschieden | ausgeschieden | ausgeschieden |

### Beachvolleyball
| Athleten                                | Gruppenphase                                                     | Gruppenphase | Gruppenphase | Gruppenphase | Achtelfinale       | Achtelfinale  | Viertelfinale          | Viertelfinale | Halbfinale     | Halbfinale    | Finale                  | Finale        | Rang          |
| Athleten                                | Gegner                                                           | Ergebnis     | Punkte       | Rang         | Gegner             | Ergebnis      | Gegner                 | Ergebnis      | Gegner         | Ergebnis      | Gegner                  | Ergebnis      | Rang          |
| --------------------------------------- | ---------------------------------------------------------------- | ------------ | ------------ | ------------ | ------------------ | ------------- | ---------------------- | ------------- | -------------- | ------------- | ----------------------- | ------------- | ------------- |
| Frauen                                  |                                                                  |              |              |              |                    |               |                        |               |                |               |                         |               |               |
| Sophie van Gestel Jantine van der Vlist | Bansley / Pavan Borger / Büthe Heidrich / Zumkehr                | 0:2 1:2      | 3            | 4            | ausgeschieden      | ausgeschieden | ausgeschieden          | ausgeschieden | ausgeschieden  | ausgeschieden | ausgeschieden           | ausgeschieden | ausgeschieden |
| Marleen van Iersel Madelein Meppelink   | Pazo / Agudo Alfaro / Charles Bawden / Clancy                    | 2:0 1:2      | 5            | 2            | Heidrich / Zumkehr | 1:2           | ausgeschieden          | ausgeschieden | ausgeschieden  | ausgeschieden | ausgeschieden           | ausgeschieden | ausgeschieden |
| Männer                                  |                                                                  |              |              |              |                    |               |                        |               |                |               |                         |               |               |
| Alexander Brouwer Robert Meeuwsen       | Barsuk / Ljamin Böckermann / Flüggen Kantor / Łosiak             | 2:0 2:1 2:0  | 6            | 1            | Schalk / Saxton    | 2:0           | Nummerdor / Varenhorst | 2:0           | Alison / Bruno | 1:2           | Semjonow / Krassilnikow | 2:0           | Bronze        |
| Reinder Nummerdor Christiaan Varenhorst | E. Grimalt / M. Grimalt Fijałek / Prudel Semjonow / Krassilnikow | 2:0 2:1 1:2  | 5            | 2            | Virgen / Ontiveros | 2:0           | Brouwer / Meeuwsen     | 0:2           | ausgeschieden  | ausgeschieden | ausgeschieden           | ausgeschieden | ausgeschieden |

### Bogenschießen
| Athleten                                           | Wettbewerb | Qualifikation | Qualifikation | 1. Runde          | 1. Runde      | 2. Runde      | 2. Runde      | Achtelfinale  | Achtelfinale       | Viertelfinale | Viertelfinale | Halbfinale             | Halbfinale    | Finale                         | Finale        | Rang |
| Athleten                                           | Wettbewerb | Ringe         | Rang          | Gegner            | Ergebnis      | Gegner        | Ergebnis      | Gegner        | Ergebnis           | Gegner        | Ergebnis      | Gegner                 | Ergebnis      | Gegner                         | Ergebnis      | Rang |
| -------------------------------------------------- | ---------- | ------------- | ------------- | ----------------- | ------------- | ------------- | ------------- | ------------- | ------------------ | ------------- | ------------- | ---------------------- | ------------- | ------------------------------ | ------------- | ---- |
| Männer                                             |            |               |               |                   |               |               |               |               |                    |               |               |                        |               |                                |               |      |
| Sjef van den Berg                                  | Einzel     | 684           | 4             | Hans Arne Jensen  | 7-3 (133:129) | Mete Gazoz    | 7-3 (138:134) | Ricardo Soto  | 6-5 (SO) (139:139) | Lee Seung-yun | 6-4 (142:141) | Jean-Charles Valladont | 3-7 (124:138) | Match um Platz 3 Brady Ellison | 2-6 (106:111) | 4    |
| Mitch Dielemans                                    | Einzel     | 634           | 58            | Takaharu Furukawa | 1–7 (106:96)  | ausgeschieden | ausgeschieden | ausgeschieden | ausgeschieden      | ausgeschieden | ausgeschieden | ausgeschieden          | ausgeschieden | ausgeschieden                  | ausgeschieden | 33   |
| Rick van der Ven                                   | Einzel     | 663           | 27            | Patrick Huston    | 4–6 (136:136) | ausgeschieden | ausgeschieden | ausgeschieden | ausgeschieden      | ausgeschieden | ausgeschieden | ausgeschieden          | ausgeschieden | ausgeschieden                  | ausgeschieden |      |
| Sjef van den Berg Mitch Dielemans Rick van der Ven | Mannschaft | 1981          | 9             | Spanien           | 5:1 (166:158) | –             | –             | –             | –                  | Südkorea      | 0:6 (160:171) | ausgeschieden          | ausgeschieden | ausgeschieden                  | ausgeschieden | 7    |

### Boxen
| Athleten         | Wettbewerb                  | 1. Runde         | 1. Runde | Achtelfinale               | Achtelfinale | Viertelfinale     | Viertelfinale | Halbfinale    | Halbfinale    | Finale           | Finale        | Rang          |
| Athleten         | Wettbewerb                  | Gegner           | Ergebnis | Gegner                     | Ergebnis     | Gegner            | Ergebnis      | Gegner        | Ergebnis      | Gegner           | Ergebnis      | Rang          |
| ---------------- | --------------------------- | ---------------- | -------- | -------------------------- | ------------ | ----------------- | ------------- | ------------- | ------------- | ---------------- | ------------- | ------------- |
| Frauen           |                             |                  |          |                            |              |                   |               |               |               |                  |               |               |
| Nouchka Fontijn  | Mittelgewicht bis 75 kg     | –                | –        | Freilos                    | Freilos      | Savannah Marshall | 2:0           | Li Qian       | 2:1           | Claressa Shields | 0:3           | Silber        |
| Männer           |                             |                  |          |                            |              |                   |               |               |               |                  |               |               |
| Enrico Lacruz    | Leichtgewicht bis 60 kg     | Lai Chun-en      | 2:1      | Dorjnyambuugiin Otgondalai | 1:2          | ausgeschieden     | ausgeschieden | ausgeschieden | ausgeschieden | ausgeschieden    | ausgeschieden | ausgeschieden |
| Peter Müllenberg | Halbschwergewicht bis 81 kg | Ehsan Rouzbahani | 3:0      | Teymur Məmmədov            | 0:3          | ausgeschieden     | ausgeschieden | ausgeschieden | ausgeschieden | ausgeschieden    | ausgeschieden | ausgeschieden |

### Fechten
| Athleten      | Wettbewerb   | 1. Runde | 1. Runde | 2. Runde      | 2. Runde | Achtelfinale  | Achtelfinale  | Viertelfinale | Viertelfinale | Halbfinale / Klassifikation | Halbfinale / Klassifikation | Finale / Platzierung | Finale / Platzierung | Rang          |
| Athleten      | Wettbewerb   | Gegner   | Ergebnis | Gegner        | Ergebnis | Gegner        | Ergebnis      | Gegner        | Ergebnis      | Gegner                      | Ergebnis                    | Gegner               | Ergebnis             | Rang          |
| ------------- | ------------ | -------- | -------- | ------------- | -------- | ------------- | ------------- | ------------- | ------------- | --------------------------- | --------------------------- | -------------------- | -------------------- | ------------- |
| Männer        |              |          |          |               |          |               |               |               |               |                             |                             |                      |                      |               |
| Bas Verwijlen | Degen Einzel | Freilos  | Freilos  | Anton Awdejew | 9:15     | ausgeschieden | ausgeschieden | ausgeschieden | ausgeschieden | ausgeschieden               | ausgeschieden               | ausgeschieden        | ausgeschieden        | ausgeschieden |

### Golf
| Athleten     | Runde 1 | Runde 2 | Runde 3 | Runde 4 | Gesamt | Par | Rang |
| ------------ | ------- | ------- | ------- | ------- | ------ | --- | ---- |
| Männer       |         |         |         |         |        |     |      |
| Joost Luiten | 72      | 70      | 70      | 70      | 282    | −2  | T27  |

### Handball
| Wettbewerb    | Frauen |
| ------------- | --- |
| Athleten      | Jasmina Janković Tess Wester Jurswailly Luciano Laura van der Heijden Nycke Groot Estavana Polman Yvette Broch Danick Snelder Martine Smeets Michelle Goos Angela Malestein Kelly Dulfer Sanne van Olphen Lois Abbingh |
| Trainer       | Henk Groener |
| Gruppenphase  | Frankreich 14:18 (6:10) Argentinien 26:18 (13:9) Südkorea 32:32 (18:17) Schweden 29:29 (13:16) Russland 34:38 (16:17)                                                                                                  |
| Viertelfinale | Brasilien 32:23 (12:11) |
| Halbfinale    | Frankreich 23:24 (13:17) |
| Finale        | Spiel um Platz 3: Norwegen 26:36 (13:19) |
| Platzierung   | 4. Platz |

### Hockey
| Wettbewerb      | Frauen | Männer |
| --------------- | --- | --- |
| Athleten        | Joyce Sombroek Xan de Waard Kitty van Male Laurien Leurink Willemijn Bos Marloes Keetels Carlien Dirkse van den Heuvel Kelly Jonker Maria Verschoor Lidewij Welten Caia van Maasakker Maartje Paumen Naomi van As Ellen Hoog Margot van Geffen Eva de Goede | Jaap Stockmann Glenn Schuurman Billy Bakker Seve van Ass Valentin Verga Jeroen Hertzberger Sander de Wijn Sander Baart Robbert Kemperman Mirco Pruyser Bob de Voogd Jorrit Croon Rogier Hofman Robert van der Horst Hidde Turkstra Mink van der Weerden |
| Trainer         | Alyson Annan | Max Caldas |
| Gruppenphase    | Spanien 5:0 (4:0) Südkorea 4:0 (2:0) China 1:0 (0:0) Neuseeland 1:1 (1:0) Deutschland 2:0 (1:0) | Argentinien 3:3 (1:1) Irland 5:0 (2:0) Kanada 7:0 (3:0) Indien 2:1 (0:0) Deutschland 1:2 (0:0) |
| Viertelfinale   | Argentinien 3:2 (2:0) | Australien 4:0 (2:0) |
| Halbfinale      | Deutschland 1:1 (1:1), 4:3 n. PSO | Belgien 1:3 (1:2) |
| Spiel um Bronze | – | Deutschland 1:1 (0:0), 3:4 n. PSO |
| Finale          | Großbritannien 3:3 (2:2), 0:2 n. PSO | – |
| Platzierung     | Silber | 4. Platz |

### Judo
| Athleten          | Wettbewerb  | 1. Runde        | 1. Runde    | 2. Runde       | 2. Runde         | Viertelfinale | Viertelfinale | Halbfinale / Trostrunde | Halbfinale / Trostrunde | Finale / Platz 3 | Finale / Platz 3 | Rang   |
| Athleten          | Wettbewerb  | Gegner          | Ergebnis    | Gegner         | Ergebnis         | Gegner        | Ergebnis      | Gegner                  | Ergebnis                | Gegner           | Ergebnis         | Rang   |
| ----------------- | ----------- | --------------- | ----------- | -------------- | ---------------- | ------------- | ------------- | ----------------------- | ----------------------- | ---------------- | ---------------- | ------ |
| Frauen            |             |                 |             |                |                  |               |               |                         |                         |                  |                  |        |
| Sanne Verhagen    | bis 57 kg   | H. Diédhiou     | 100s0:000s0 | S. Dorjsuren   | 000s1:000s0      | ausgeschieden | ausgeschieden | ausgeschieden           | ausgeschieden           | ausgeschieden    | ausgeschieden    | 9      |
| Anicka van Emden  | bis 63 kg   | E. Valkova      | 000s1:000s3 | A. Schlesinger | 000s0:000s1      | C. Agbegnenou | 000s1:101s1   | K. Unterwurzacher       | 001s2:000s0             | M. Silva         | 001s1:000s0      | Bronze |
| Kim Polling       | bis 70 kg   | Freilos         | Freilos     | H. Tachimoto   | 001s0:002s0      | ausgeschieden | ausgeschieden | ausgeschieden           | ausgeschieden           | ausgeschieden    | ausgeschieden    | 9      |
| Marhinde Verkerk  | bis 78 kg   | Freilos         | Freilos     | Y. Castillo    | 000s2:000s1 (GS) | ausgeschieden | ausgeschieden | ausgeschieden           | ausgeschieden           | ausgeschieden    | ausgeschieden    | 9      |
| Tessie Savelkouls | über 78 kg  | Freilos         | Freilos     | S. Iaromka     | 101s0:000s1      | K. Yamabe     | 000s0:101s1   | M. Kim                  | 000s1:102s2             | ausgeschieden    | ausgeschieden    | 7      |
| Männer            |             |                 |             |                |                  |               |               |                         |                         |                  |                  |        |
| Jeroen Mooren     | bis 60 kg   | B. Mudranow     | 000s1:002s2 | ausgeschieden  | ausgeschieden    | ausgeschieden | ausgeschieden | ausgeschieden           | ausgeschieden           | ausgeschieden    | ausgeschieden    | 17     |
| Dex Elmont        | bis 73 kg   | M. Sharipov     | 010s1:000s1 | M. Ungvári     | 000s1:100s1      | ausgeschieden | ausgeschieden | ausgeschieden           | ausgeschieden           | ausgeschieden    | ausgeschieden    | 9      |
| Frank de Wit      | bis 81 kg   | I. Iwanow       | 000s1:110s2 | ausgeschieden  | ausgeschieden    | ausgeschieden | ausgeschieden | ausgeschieden           | ausgeschieden           | ausgeschieden    | ausgeschieden    | 17     |
| Noel van T End    | bis 90 kg   | O. Lkhagvasuren | 000s1:100s0 | ausgeschieden  | ausgeschieden    | ausgeschieden | ausgeschieden | ausgeschieden           | ausgeschieden           | ausgeschieden    | ausgeschieden    | 17     |
| Henk Grol         | bis 100 kg  | K. Reyes        | 101s0:000s1 | C. Maret       | 000s1:001s1      | ausgeschieden | ausgeschieden | ausgeschieden           | ausgeschieden           | ausgeschieden    | ausgeschieden    | 9      |
| Roy Meyer         | über 100 kg | D.G. Ngokaba    | 100s0:000s0 | S. Kim         | 101s2:000s0      | O. Sasson     | 000s0:010s1   | R. Silva                | 000s2:000s1             | ausgeschieden    | ausgeschieden    | 7      |

### Leichtathletik
Laufen und Gehen 
| Athleten                                                              | Wettbewerb        | Runde 1         | Runde 1         | Halbfinale      | Halbfinale      | Finale          | Finale          | Rang            |
| Athleten                                                              | Wettbewerb        | Zeit            | Rang            | Zeit            | Rang            | Zeit            | Rang            | Rang            |
| --------------------------------------------------------------------- | ----------------- | --------------- | --------------- | --------------- | --------------- | --------------- | --------------- | --------------- |
| Frauen                                                                |                   |                 |                 |                 |                 |                 |                 |                 |
| Dafne Schippers                                                       | 100 m             | 11,16 s         | 7               | 10,90 s         | 5               | 10,90 s         | 5               | 5               |
| Jamile Samuel                                                         | 200 m             | 23,04 s         | 32              | ausgeschieden   | ausgeschieden   | ausgeschieden   | ausgeschieden   | 32              |
| Tessa van Schagen                                                     | 200 m             | 23,41 s         | 50              | ausgeschieden   | ausgeschieden   | ausgeschieden   | ausgeschieden   | 50              |
| Dafne Schippers                                                       | 200 m             | 22,51 s         | 5               | 21,96 s         | 1               | 21,88 s         | 2               | Silber          |
| Sifan Hassan                                                          | 800 m             | 2:00,27 min     | 22              | ausgeschieden   | ausgeschieden   | ausgeschieden   | ausgeschieden   | 28              |
| Sifan Hassan                                                          | 1500 m            | 4:06,64 min     | 5               | 4:03,62 min     | 2               | 4:11,23 min     | 5               | 5               |
| Maureen Koster                                                        | 1500 m            | 4:13,15 min     | 32              | ausgeschieden   | ausgeschieden   | ausgeschieden   | ausgeschieden   | 32              |
| Maureen Koster                                                        | 5000 m            | nicht gestartet | nicht gestartet | nicht gestartet | nicht gestartet | nicht gestartet | nicht gestartet | nicht gestartet |
| Susan Kuijken                                                         | 5000 m            | 15:19,96 min    | 11              | –               | –               | 15:00,69 min    | 8               | 8               |
| Susan Kuijken                                                         | 10.000 m          | –               | –               | –               | –               | 31:32,43 min    | 14              | 14              |
| Jip Vastenburg                                                        | 10.000 m          | –               | –               | –               | –               | 32:08,92 min    | 28              | 28              |
| Andrea Deelstra                                                       | Marathon          | –               | –               | –               | –               | 2:40:49 h       | 60              | 60              |
| Nadine Visser                                                         | 100 m Hürden      | 13,07 s         | 29              | ausgeschieden   | ausgeschieden   | ausgeschieden   | ausgeschieden   | 29              |
| Jamile Samuel Tessa van Schagen Dafne Schippers Naomi Sedney          | 4 × 100-m-Staffel | 42,88 s         | 9               | –               | –               | ausgeschieden   | ausgeschieden   | 10              |
| Eva Hovenkamp Nicky van Leuveren Laura de Witte Lisanne de Witte      | 4 × 400-m-Staffel | 3:26,98 min     | 11              | –               | –               | ausgeschieden   | ausgeschieden   | 11              |
| Männer                                                                |                   |                 |                 |                 |                 |                 |                 |                 |
| Solomon Bockarie                                                      | 100 m             | 10,36 s         | 48              | ausgeschieden   | ausgeschieden   | ausgeschieden   | ausgeschieden   | 48              |
| Churandy Martina                                                      | 100 m             | 10,22 s         | 26              | ausgeschieden   | ausgeschieden   | ausgeschieden   | ausgeschieden   | 26              |
| Solomon Bockarie                                                      | 200 m             | 20,42 s         | 25              | ausgeschieden   | ausgeschieden   | ausgeschieden   | ausgeschieden   | 25              |
| Churandy Martina                                                      | 200 m             | 20,29 s         | 17              | 20,10 s         | 8               | 20,13 s         | 5               | 5               |
| Liemarvin Bonevacia                                                   | 400 m             | 45,49 s         | 16              | 45,03 s         | 15              | ausgeschieden   | ausgeschieden   | 15              |
| Abdi Nageeye                                                          | Marathon          | –               | –               | –               | –               | 2:13:01 h       | 11              | 11              |
| Solomon Bockarie Giovanni Codrington Churandy Martina Hensley Paulina | 4 × 100-m-Staffel | 38,53 s         | 14              | –               | –               | ausgeschieden   | ausgeschieden   | 14              |

 Springen und Werfen 
| Athleten          | Wettbewerb     | Qualifikation | Qualifikation | Finale        | Finale        | Rang |
| Athleten          | Wettbewerb     | Weite/Höhe    | Rang          | Weite/Höhe    | Rang          | Rang |
| ----------------- | -------------- | ------------- | ------------- | ------------- | ------------- | ---- |
| Frauen            |                |               |               |               |               |      |
| Femke Pluim       | Stabhochsprung | 4,15 m        | 29            | ausgeschieden | ausgeschieden | 29   |
| Melissa Boekelman | Kugelstoßen    | 17,69 m       | 15            | ausgeschieden | ausgeschieden | 15   |
| Männer            |                |               |               |               |               |      |
| Fabian Florant    | Dreisprung     | 16,51 m       | 22            | ausgeschieden | ausgeschieden | 22   |

 Mehrkampf 
| Athletinnen        | 100 m Hürden | 100 m Hürden | Hochsprung | Hochsprung | Kugelstoßen | Kugelstoßen | 200 m   | 200 m  | Weitsprung | Weitsprung | Speerwurf | Speerwurf | 800 m       | 800 m  | Punkte | Rang |
| Athletinnen        | Zeit         | Punkte       | Höhe       | Punkte     | Weite       | Punkte      | Zeit    | Punkte | Weite      | Punkte     | Weite     | Punkte    | Zeit        | Punkte | Punkte | Rang |
| ------------------ | ------------ | ------------ | ---------- | ---------- | ----------- | ----------- | ------- | ------ | ---------- | ---------- | --------- | --------- | ----------- | ------ | ------ | ---- |
| Siebenkampf Frauen |              |              |            |            |             |             |         |        |            |            |           |           |             |        |        |      |
| Nadine Broersen    | 13,56 s      | 1041         | 1,77 m     | 941        | 14,04 m     | 797         | 24,94 s | 892    | 6,15 m     | 896        | 50,80 m   | 876       | 2:17,55 min | 857    | 6300   | 13   |
| Anouk Vetter       | 13,47 s      | 1055         | 1,77 m     | 941        | 14,78 m     | 846         | 23,93 s | 987    | 6,10 m     | 880        | 48,42 m   | 830       | 2:17,71 min | 855    | 6394   | 10   |
| Nadine Visser      | 13,02 s      | 1121         | 1,68 m     | 830        | 12,84 m     | 717         | 24,34 s | 948    | 6,35 m     | 959        | 42,48 m   | 715       | 2:14,47 min | 900    | 6190   | 19   |

| Athleten           | 100 m    | 100 m | Weitsprung | Weitsprung | Kugelstoßen | Kugelstoßen | Hochsprung | Hochsprung | 400 m    | 400 m   | 110 m Hürden | 110 m Hürden | Diskuswurf | Diskuswurf | Stabhochsprung | Stabhochsprung | Speerwurf | Speerwurf | 1500 m     | 1500 m  | Punkte  | Rang    |
| Athleten           | Zeit (s) | Pkte. | Weite (m)  | Pkte.      | Weite (m)   | Pkte.       | Höhe (m)   | Pkte.      | Zeit (s) | Pkte.   | Zeit (s)     | Pkte.        | Weite (m)  | Pkte.      | Höhe (m)       | Pkte.          | Weite (m) | Pkte.     | Zeit (min) | Pkte.   | Punkte  | Rang    |
| ------------------ | -------- | ----- | ---------- | ---------- | ----------- | ----------- | ---------- | ---------- | -------- | ------- | ------------ | ------------ | ---------- | ---------- | -------------- | -------------- | --------- | --------- | ---------- | ------- | ------- | ------- |
| Zehnkampf Männer   |          |       |            |            |             |             |            |            |          |         |              |              |            |            |                |                |           |           |            |         |         |         |
| Pieter Braun       | 11,03 s  | 854   | 7,55 m     | 947        | 13,90 m     | 722         | 1,95 m     | 758        | DNS      | 0       | Aufgabe      | Aufgabe      | Aufgabe    | Aufgabe    | Aufgabe        | Aufgabe        | Aufgabe   | Aufgabe   | Aufgabe    | Aufgabe | Aufgabe | Aufgabe |
| Eelco Sintnicolaas | 10,87 s  | 890   | DNS        | 0          | Aufgabe     | Aufgabe     | Aufgabe    | Aufgabe    | Aufgabe  | Aufgabe | Aufgabe      | Aufgabe      | Aufgabe    | Aufgabe    | Aufgabe        | Aufgabe        | Aufgabe   | Aufgabe   | Aufgabe    | Aufgabe | Aufgabe | Aufgabe |

### Radsport

#### Bahn
| Athleten                                                                                               | Wettbewerb            | Qualifikation                      | Qualifikation                      | Finals           | Finals        | Rang   |
| Athleten                                                                                               | Wettbewerb            | Zeit                               | Rang                               | Zeit             | Rang          | Rang   |
| --- | --------------------- | ---------------------------------- | ---------------------------------- | ---------------- | ------------- | ------ |
| Frauen                                                                                                 |                       |                                    |                                    |                  |               |        |
| Elis Ligtlee                                                                                           | Sprint                | 10,803 s                           | 4                                  | Rennen um Bronze | 2             | 4      |
| Laurine van Riessen                                                                                    | Sprint                | 11,023 s                           | 13                                 |                  |               | 15     |
| Elis Ligtlee                                                                                           | Keirin                |                                    |                                    |                  | 1             | Gold   |
| Laurine van Riessen                                                                                    | Keirin                |                                    |                                    | Finale 7–12      | 3             | 9      |
| Elis Ligtlee Laurine van Riessen                                                                       | Teamsprint            | 32,189 s                           | 5                                  | ausgeschieden    | ausgeschieden | 5      |
| Männer                                                                                                 |                       |                                    |                                    |                  |               |        |
| Theo Bos                                                                                               | Sprint                | 10,140 s                           | 21                                 | ausgeschieden    | ausgeschieden | 21     |
| Jeffrey Hoogland                                                                                       | Sprint                | 9,837 s                            | 8                                  | Finale 9–12      | 3             | 11     |
| Theo Bos                                                                                               | Keirin                |                                    |                                    |                  |               | 17     |
| Matthijs Büchli                                                                                        | Keirin                |                                    |                                    |                  |               | Silber |
| Theo Bos Jeffrey Hoogland Matthijs Büchli Ersatzfahrer: Nils van ’t Hoenderdaal                        | Teamsprint            | 43,688 s 1. R.: 43,552 s           | 6                                  | ausgeschieden    | ausgeschieden | 6      |
| Wim Stroetinga Joost van der Burg Jan-Willem van Schip Nils van ’t Hoenderdaal Ersatzfahrer: Tim Veldt | Mannschaftsverfolgung | DNF (Sturz von Joost van der Burg) | DNF (Sturz von Joost van der Burg) | ausgeschieden    | ausgeschieden | –      |

Omnium
| Frauen       |    |    |   |    |    |    |    |    |   |    |   |    |     |   |
| Kirsten Wild | 9  | 24 | 5 | 32 | 4  | 34 | 13 | 16 | 4 | 34 | 5 | 43 | 183 | 6 |
| Männer       |    |    |   |    |    |    |    |    |   |    |   |    |     |   |
| Tim Veldt    | 16 | 10 | 7 | 28 | 16 | 10 | 7  | 28 | 7 | 28 | 7 | 7  | 111 | 9 |

#### Straße
| Athleten             | Wettbewerb       | Zeit            | Rang            |
| -------------------- | ---------------- | --------------- | --------------- |
| Frauen               |                  |                 |                 |
| Anna van der Breggen | Straßenrennen    | 3:51:27 h       | Gold            |
| Ellen van Dijk       | Straßenrennen    | 3:56:34 h       | 21              |
| Annemiek van Vleuten | Straßenrennen    | nicht beendet   | nicht beendet   |
| Marianne Vos         | Straßenrennen    | 3:52:41 h       | 9               |
| Anna van der Breggen | Einzelzeitfahren | 44:37,80 min    | Bronze          |
| Ellen van Dijk       | Einzelzeitfahren | 44:48,74 min    | 4               |
| Männer               |                  |                 |                 |
| Tom Dumoulin         | Straßenrennen    | nicht beendet   | nicht beendet   |
| Steven Kruijswijk    | Straßenrennen    | 6:22:23 h       | 39              |
| Bauke Mollema        | Straßenrennen    | 6:13:36 h       | 17              |
| Wout Poels           | Straßenrennen    | nicht beendet   | nicht beendet   |
| Tom Dumoulin         | Einzelzeitfahren | 1:13:02,83 h    | Silber          |
| Wout Poels           | Einzelzeitfahren | nicht gestartet | nicht gestartet |

#### Mountainbike
| Athleten       | Wettbewerb    | Zeit          | Rang          |
| -------------- | ------------- | ------------- | ------------- |
| Frauen         |               |               |               |
| Anne Terpstra  | Cross-Country | 1:36:33 h     | 15            |
| Männer         |               |               |               |
| Rudi van Houts | Cross-Country | nicht beendet | nicht beendet |

#### BMX
| Athleten          | Wettbewerb | Qualifikation | Qualifikation | Viertelfinale | Viertelfinale | Halbfinale | Halbfinale | Finale        | Finale        | Rang          |
| Athleten          | Wettbewerb | Zeit          | Rang          | Punkte        | Rang          | Punkte     | Rang       | Zeit          | Rang          | Rang          |
| ----------------- | ---------- | ------------- | ------------- | ------------- | ------------- | ---------- | ---------- | ------------- | ------------- | ------------- |
| Frauen            |            |               |               |               |               |            |            |               |               |               |
| Merle van Benthem | Race       | 35,64 s       | 9             | –             | –             | 21         | 8          | ausgeschieden | ausgeschieden | ausgeschieden |
| Laura Smulders    | Race       | 35,11 s       | 3             | –             | –             | 4          | 1          | 1:52,23 min   | 7             | 7             |
| Männer            |            |               |               |               |               |            |            |               |               |               |
| Twan van Gendt    | Race       | 34,93 s       | 6             | 10            | 3             | 15         | 5          | ausgeschieden | ausgeschieden | ausgeschieden |
| Jelle van Gorkom  | Race       | 35,41 s       | 17            | 6             | 1             | 11         | 2          | 35,31 s       | 2             | Silber        |
| Niek Kimmann      | Race       | 35,07 s       | 8             | 14            | 4             | 12         | 3          | 36,57 s       | 7             | 7             |

### Reiten
| Dressur |            |            |               |               |               |      |
| Athleten | Wettbewerb | Prozent    | Prozent       | Prozent       | Prozent       | Rang |
| Athleten | Wettbewerb | Grand Prix | GP Spécial    | Durchschnitt  | GP Kür        | Rang |
| Diederik van Silfhout mit Arlando                                                                                          | Einzel     | 75,900     | 76,092        | 79,535        | 79,535        | 11   |
| Hans Peter Minderhoud mit Johnson                                                                                          | Einzel     | 76,957     | 75,224        | 80,571        | 80,571        | 9    |
| Edward Gal mit Voice | Einzel     | 75,271     | 73,655        | –             | 73,655        | 20   |
| Adelinde Cornelissen mit Parzival                                                                                          | Einzel     | Aufgabe    | ausgeschieden | ausgeschieden | ausgeschieden | –    |
| Diederik van Silfhout mit Arlando Hans Peter Minderhoud mit Johnson Edward Gal mit Voice Adelinde Cornelissen mit Parzival | Mannschaft | 76,043     | 74,991        | −             | −             | 4    |

| Springen |            |                  |               |               |              |              |      |
| Athleten | Wettbewerb | Strafpunkte      | Strafpunkte   | Strafpunkte   | Strafpunkte  | Strafpunkte  | Rang |
| Athleten | Wettbewerb | 1. Qualifikation | Nationenpreis | Nationenpreis | Einzelfinale | Einzelfinale | Rang |
| Athleten | Wettbewerb | 1. Qualifikation | 1. Umlauf     | 2. Umlauf     | 1. Umlauf    | 2. Umlauf    | Rang |
| Jeroen Dubbeldam mit Zenith                                                                                            | Einzel     | (4)              | (0)           | (5)           | (0)          | (1)          | 10   |
| Harrie Smolders mit Emerald                                                                                            | Einzel     | (0)              | (0)           | (12)          | (4)          | DNS          | 27   |
| Maikel van der Vleuten mit Verdi                                                                                       | Einzel     | (0)              | (0)           | (1)           | (4)          | (5)          | 18   |
| Jur Vrieling mit Zirocco Blue                                                                                          | Einzel     | DSQ              | DSQ           | DNS           | –            | –            | –    |
| Jeroen Dubbeldam mit Zenith Harrie Smolders mit Emerald Maikel van der Vleuten mit Verdi Jur Vrieling mit Zirocco Blue | Mannschaft | (4)              | –             | –             | (0)          | (18)         | 7    |

| Vielseitigkeit |            |                     |                     |          |          |                    |      |
| Athleten | Wettbewerb | Minuspunkte Dressur | Minuspunkte Gelände | Springen | Springen | Minuspunkte Gesamt | Rang |
| Merel Blom mit Rumour Has It                                                                                        | Einzel     | 54,40               | 12,00               | 2,00     | 8,00     | 76,40              | 19   |
| Tim Lips mit Bayro                                                                                                  | Einzel     | 46,00               | 28,00               | 8,00     | 0,00     | 82,00              | 21   |
| Alice Naber-Lozeman mit Peter Parker                                                                                | Einzel     | 46,20               | 52,00               | 4,00     | –        | 102,20             | 32   |
| Theo van de Vendel mit Zindane                                                                                      | Einzel     | 65,70               | –                   | –        | –        | –                  | –    |
| Merel Blom mit Rumour Has It Tim Lips mit Bayro Alice Naber-Lozeman mit Peter Parker Theo van de Vendel mit Zindane | Mannschaft | 146,60              | 92,00               | 14,00    | 14,00    | 252,60             | 6    |

### Ringen
| Athleten        | Wettbewerb       | 1. Runde | 1. Runde | Achtelfinale  | Achtelfinale | Viertelfinale | Viertelfinale | Halbfinale    | Halbfinale    | Hoffnungsrunde Viertelfinale | Hoffnungsrunde Viertelfinale | Hoffnungsrunde Halbfinale | Hoffnungsrunde Halbfinale | Hoffnungsrunde Finale | Hoffnungsrunde Finale | Finale        | Finale        | Rang |
| Athleten        | Wettbewerb       | Gegner   | Ergebnis | Gegner        | Ergebnis     | Gegner        | Ergebnis      | Gegner        | Ergebnis      | Gegner                       | Ergebnis                     | Gegner                    | Ergebnis                  | Gegner                | Ergebnis              | Gegner        | Ergebnis      | Rang |
| --------------- | ---------------- | -------- | -------- | ------------- | ------------ | ------------- | ------------- | ------------- | ------------- | ---------------------------- | ---------------------------- | ------------------------- | ------------------------- | --------------------- | --------------------- | ------------- | ------------- | ---- |
| Freistil Frauen |                  |          |          |               |              |               |               |               |               |                              |                              |                           |                           |                       |                       |               |               |      |
| Jessica Blaszka | Klasse bis 48 kg | Freilos  | Freilos  | Haley Augello | 0:3          | ausgeschieden | ausgeschieden | ausgeschieden | ausgeschieden | ausgeschieden                | ausgeschieden                | ausgeschieden             | ausgeschieden             | ausgeschieden         | ausgeschieden         | ausgeschieden | ausgeschieden | 15   |

### Rudern
| Athleten | Wettbewerb                            | Vorlauf     | Vorlauf | Vorlauf       | Hoffnungslauf | Hoffnungslauf | Hoffnungslauf | Halbfinale  | Halbfinale | Halbfinale    | Finale      | Finale | Rang   |
| Athleten | Wettbewerb                            | Zeit        | Platz   | Qualifikation | Zeit          | Platz         | Qualifikation | Zeit        | Platz      | Qualifikation | Zeit        | Platz  | Rang   |
| --- | ------------------------------------- | ----------- | ------- | ------------- | ------------- | ------------- | ------------- | ----------- | ---------- | ------------- | ----------- | ------ | ------ |
| Frauen |                                       |             |         |               |               |               |               |             |            |               |             |        |        |
| Aletta Jorritsma Karien Robbers | Zweier ohne Steuerfrau                | 7:23,10 min | 5       | Hoffnungslauf | 8:03,07 min   | 5             | C-Finale      | –           | –          | –             | 8:23,61 min | 1      | 13     |
| Ilse Paulis Maaike Head | Leichtgewichts-Doppelzweier           | 6:57,28 min | 1       | Halbfinale    | –             | –             | –             | 7:13,93 min | 1          | Finale        | 7:04,73 min | 1      | Gold   |
| Chantal Achterberg Nicole Beukers Carline Bouw Inge Janssen                                                                                         | Doppelvierer                          | 6:38,58 min | 3       | Hoffnungslauf | 6:24,61 min   | 1             | Finale        | –           | –          | –             | 6:50,33 min | 2      | Silber |
| Wianka van Dorp Sophie Souwer Lies Rustenburg Jose van Veen Elisabeth Hogerwerf Claudia Belderbos Monica Lanz Olivia van Rooijen Ae-Ri Noort (Stf.) | Achter                                | 6:14,36 min | 2       | Hoffnungslauf | 6:35,96 min   | 4             | Finale        | –           | –          | –             | 6:08,37 min | 6      | 6      |
| Männer |                                       |             |         |               |               |               |               |             |            |               |             |        |        |
| Roel Braas Mitchel Steenman | Zweier ohne Steuermann                | 7:22,93 min | 4       | Hoffnungslauf | 6:34,16 min   | 1             | Halbfinale    | 6:26,94 min | 4          | B-Finale      | 7:01,88 min | 2      | 8      |
| Harold Langen Peter van Schie Govert Viergever Vincent van der Want                                                                                 | Vierer ohne Steuermann                | 6:00,55 min | 3       | Halbfinale    | –             | –             | –             | 6:21,04 min | 3          | Finale        | 6:08,38 min | 5      | 5      |
| Bjorn van den Ende Jort van Gennep Timothee Heijbrock Joris Pijs                                                                                    | Leichtgewichts-Vierer ohne Steuermann | 6:07,88 min | 3       | Halbfinale    | –             | –             | –             | 6:12,87 min | 5          | B-Finale      | 6:37,28 min | 5      | 11     |
| Kaj Hendriks Robert Lücken Boaz Meylink Boudewijn Röell Olivier Siegelaar Dirk Uittenbogaard Mechiel Versluis Tone Wieten Peter Wiersum (Stm.)      | Achter                                | 5:36,16 min | 2       | Hoffnungslauf | 5:52,95 min   | 2             | Finale        | –           | –          | –             | 5:31,59 min | 3      | Bronze |

### Schwimmen
| Athleten                                                                             | Wettbewerb          | Vorlauf          | Vorlauf          | Halbfinale       | Halbfinale       | Finale           | Finale           | Rang             |
| Athleten                                                                             | Wettbewerb          | Zeit             | Rang             | Zeit             | Rang             | Zeit             | Rang             | Rang             |
| ------------------------------------------------------------------------------------ | ------------------- | ---------------- | ---------------- | ---------------- | ---------------- | ---------------- | ---------------- | ---------------- |
| Frauen                                                                               |                     |                  |                  |                  |                  |                  |                  |                  |
| Inge Dekker                                                                          | 50 m Freistil       | 24,77 s          | 13               | 25,31 s          | 16               | ausgeschieden    | ausgeschieden    | 16               |
| Ranomi Kromowidjojo                                                                  | 50 m Freistil       | 24,57 s          | 8                | 24,39 s          | 3                | 24,19 s          | 6                | 6                |
| Femke Heemskerk                                                                      | 100 m Freistil      | 54,63 s          | 20               | ausgeschieden    | ausgeschieden    | ausgeschieden    | ausgeschieden    | 20               |
| Ranomi Kromowidjojo                                                                  | 100 m Freistil      | 53,43 s          | 4                | 53,42 s          | 7                | 53,08 s          | 5                | 5                |
| Femke Heemskerk                                                                      | 200 m Freistil      | 1:57,68 min      | 15               | 1:57,82 min      | 16               | ausgeschieden    | ausgeschieden    | 16               |
| Robin Neumann                                                                        | 200 m Freistil      | 1:59,23 min      | 26               | ausgeschieden    | ausgeschieden    | ausgeschieden    | ausgeschieden    | 26               |
| Sharon van Rouwendaal                                                                | 400 m Freistil      | 4:11,44 min      | 19               | –                | –                | ausgeschieden    | ausgeschieden    | 19               |
| Sharon van Rouwendaal                                                                | 800 m Freistil      | nicht angetreten | nicht angetreten | nicht angetreten | nicht angetreten | nicht angetreten | nicht angetreten | nicht angetreten |
| Kira Toussaint                                                                       | 100 m Rücken        | 1:01,17 min      | 18               | ausgeschieden    | ausgeschieden    | ausgeschieden    | ausgeschieden    | 18               |
| Marrit Steenbergen                                                                   | 200 m Lagen         | 2:16,59 min      | 34               | ausgeschieden    | ausgeschieden    | ausgeschieden    | ausgeschieden    | 34               |
| Inge Dekker Femke Heemskerk Ranomi Kromowidjojo Maud van der Meer Marrit Steenbergen | 4 × 100 m Freistil  | 3:35,94 min      | 5                | –                | –                | 3:33,81 min      | 4                | 4                |
| Andrea Kneppers Robin Neumann Marrit Steenbergen Esmee Vermeulen                     | 4 × 200 m Freistil  | 7:58,74 min      | 14               | –                | –                | ausgeschieden    | ausgeschieden    | 14               |
| Sharon van Rouwendaal                                                                | 10 km Freiwasser    | –                | –                | –                | –                | 1:56:32,1        | 1                | Gold             |
| Männer                                                                               |                     |                  |                  |                  |                  |                  |                  |                  |
| Sebastiaan Verschuren                                                                | 100 m Freistil      | 48,51 s          | 12               | 48,28 s          | 10               | ausgeschieden    | ausgeschieden    | 10               |
| Dion Dreesens                                                                        | 200 m Freistil      | 1:47,76 min      | 27               | ausgeschieden    | ausgeschieden    | ausgeschieden    | ausgeschieden    | 27               |
| Sebastiaan Verschuren                                                                | 200 m Freistil      | 1:46,32 min      | 8                | 1:46,34 min      | 11               | ausgeschieden    | ausgeschieden    | 11               |
| Maarten Brzoskowski                                                                  | 400 m Freistil      | 3:48,00 min      | 18               | –                | –                | ausgeschieden    | ausgeschieden    | 18               |
| Joeri Verlinden                                                                      | 100 m Schmetterling | 52,48 s          | 22               | ausgeschieden    | ausgeschieden    | ausgeschieden    | ausgeschieden    | 22               |
| Maarten Brzoskowski Dion Dreesens Ben Schwietert Kyle Stolk Sebastiaan Verschuren    | 4 × 200 m Freistil  | 7:09,16 min      | 8                | –                | –                | 7:09,10 min      | 7                | 7                |
| Ferry Weertman                                                                       | 10 km Freiwasser    | –                | –                | –                | –                | 1:52:59,8 h      | 1                | Gold             |

### Segeln
Fleet Race
| Athleten                             | Wettbewerb      | Qualifikation | Qualifikation | Medal Race    | Medal Race    | Punkte | Rang |
| Athleten                             | Wettbewerb      | Punkte        | Rang          | Punkte        | Rang          | Punkte | Rang |
| ------------------------------------ | --------------- | ------------- | ------------- | ------------- | ------------- | ------ | ---- |
| Frauen                               |                 |               |               |               |               |        |      |
| Lilian de Geus                       | Windsurfen RS:X | 68            | 7             | 2             | 1             | 70     | 4    |
| Marit Bouwmeester                    | Laser Radial    | 47            | 1             | 14            | 7             | 61     | Gold |
| Annemiek Bekkering Annette Duetz     | 49er FX         | 85            | 8             | 12            | 6             | 97     | 7    |
| Afrodite Kyranakou Anneloes van Veen | 470er           | 59            | 6             | 4             | 2             | 63     | 4    |
| Männer                               |                 |               |               |               |               |        |      |
| Dorian van Rijsselberghe             | Windsurfen RS:X | 23            | 1             | 2             | 1             | 25     | Gold |
| Rutger van Schaardenburg             | Laser           | 108           | 10            | 10            | 5             | 118    | 9    |
| Pieter-Jan Postma                    | Finn Dinghy     | 87            | 9             | 18            | 9             | 105    | 10   |
| Mixed                                |                 |               |               |               |               |        |      |
| Coen de Koning Mandy Mulder          | Nacra 17        | 112           | 14            | ausgeschieden | ausgeschieden | 112    | 14   |

### Taekwondo
| Athleten       | Wettbewerb        | Achtelfinale | Achtelfinale | Viertelfinale   | Viertelfinale | Hoffnungsrunde Halbfinale | Hoffnungsrunde Halbfinale | Halbfinale    | Halbfinale    | Hoffnungsrunde Finale | Hoffnungsrunde Finale | Finale        | Finale        | Rang          |
| Athleten       | Wettbewerb        | Gegner       | Ergebnis     | Gegner          | Ergebnis      | Gegner                    | Ergebnis                  | Gegner        | Ergebnis      | Gegner                | Ergebnis              | Gegner        | Ergebnis      | Rang          |
| -------------- | ----------------- | ------------ | ------------ | --------------- | ------------- | ------------------------- | ------------------------- | ------------- | ------------- | --------------------- | --------------------- | ------------- | ------------- | ------------- |
| Frauen         |                   |              |              |                 |               |                           |                           |               |               |                       |                       |               |               |               |
| Reshmie Oogink | Klasse über 67 kg | Sorn Seavmey | 7:1          | Jackie Galloway | 1:1           | ausgeschieden             | ausgeschieden             | ausgeschieden | ausgeschieden | ausgeschieden         | ausgeschieden         | ausgeschieden | ausgeschieden | ausgeschieden |

### Tennis
| Athleten                       | Wettbewerb | 1. Runde                | 1. Runde      | 2. Runde      | 2. Runde      | Achtelfinale              | Achtelfinale       | Viertelfinale | Viertelfinale | Halbfinale    | Halbfinale    | Finale        | Finale        |
| Athleten                       | Wettbewerb | Gegner                  | Ergebnis      | Gegner        | Ergebnis      | Gegner                    | Ergebnis           | Gegner        | Ergebnis      | Gegner        | Ergebnis      | Gegner        | Ergebnis      |
| ------------------------------ | ---------- | ----------------------- | ------------- | ------------- | ------------- | ------------------------- | ------------------ | ------------- | ------------- | ------------- | ------------- | ------------- | ------------- |
| Frauen                         |            |                         |               |               |               |                           |                    |               |               |               |               |               |               |
| Kiki Bertens                   | Einzel     | Sara Errani             | 6:4, 4:6, 3:6 | ausgeschieden | ausgeschieden | ausgeschieden             | ausgeschieden      | ausgeschieden | ausgeschieden | ausgeschieden | ausgeschieden | ausgeschieden | ausgeschieden |
| Männer                         |            |                         |               |               |               |                           |                    |               |               |               |               |               |               |
| Robin Haase                    | Einzel     | João Sousa              | 1:6, 5:7      | ausgeschieden | ausgeschieden | ausgeschieden             | ausgeschieden      | ausgeschieden | ausgeschieden | ausgeschieden | ausgeschieden | ausgeschieden | ausgeschieden |
| Jean-Julien Rojer Robin Haase  | Doppel     | Marc López Rafael Nadal | 4:6, 4:6      | –             | –             | ausgeschieden             | ausgeschieden      | ausgeschieden | ausgeschieden | ausgeschieden | ausgeschieden | ausgeschieden | ausgeschieden |
| Mixed                          |            |                         |               |               |               |                           |                    |               |               |               |               |               |               |
| Kiki Bertens Jean-Julien Rojer | Doppel     | –                       | –             | –             | –             | Venus Williams Rajeev Ram | 7:64, 6:73, [8:10] | ausgeschieden | ausgeschieden | ausgeschieden | ausgeschieden | ausgeschieden | ausgeschieden |

### Tischtennis
| Athleten                     | Wettbewerb | 1. Runde   | 1. Runde | 2. Runde             | 2. Runde | 3. Runde | 3. Runde | Achtelfinale  | Achtelfinale  | Viertelfinale | Viertelfinale | Halbfinale    | Halbfinale    | Finale        | Finale        | Rang          |
| Athleten                     | Wettbewerb | Gegner     | Ergebnis | Gegner               | Ergebnis | Gegner   | Ergebnis | Gegner        | Ergebnis      | Gegner        | Ergebnis      | Gegner        | Ergebnis      | Gegner        | Ergebnis      | Rang          |
| ---------------------------- | ---------- | ---------- | -------- | -------------------- | -------- | -------- | -------- | ------------- | ------------- | ------------- | ------------- | ------------- | ------------- | ------------- | ------------- | ------------- |
| Frauen                       |            |            |          |                      |          |          |          |               |               |               |               |               |               |               |               |               |
| Li Jiao                      | Einzel     | Freilos    | Freilos  | Suthasini Sawettabut | 4:2      | Liu Jia  | 3:4      | ausgeschieden | ausgeschieden | ausgeschieden | ausgeschieden | ausgeschieden | ausgeschieden | ausgeschieden | ausgeschieden | ausgeschieden |
| Li Jie                       | Einzel     | Freilos    | Freilos  | Freilos              | Freilos  | Li Xue   | 3:4      | ausgeschieden | ausgeschieden | ausgeschieden | ausgeschieden | ausgeschieden | ausgeschieden | ausgeschieden | ausgeschieden | ausgeschieden |
| Britt Eerland Li Jiao Li Jie | Mannschaft | Österreich | 1:3      | –                    | –        | –        | –        | –             | –             | ausgeschieden | ausgeschieden | ausgeschieden | ausgeschieden | ausgeschieden | ausgeschieden | ausgeschieden |

### Triathlon
| Athleten      | Wettbewerb | Zeit      | Rang |
| ------------- | ---------- | --------- | ---- |
| Frauen        |            |           |      |
| Rachel Klamer | Einzel     | 1:58:55 h | 10   |

### Turnen

#### Gerätturnen
| Athleten                                                                     | Wettbewerb           | Qualifikation | Qualifikation | Finale                            | Finale                            | Rang |
| Athleten                                                                     | Wettbewerb           | Punkte        | Rang          | Punkte                            | Rang                              | Rang |
| ---------------------------------------------------------------------------- | -------------------- | ------------- | ------------- | --------------------------------- | --------------------------------- | ---- |
| Frauen                                                                       |                      |               |               |                                   |                                   |      |
| Sanne Wevers                                                                 | Schwebebalken        | 15,066        | 4             | 15,466                            | 1                                 | Gold |
| Eythora Thorsdottir                                                          | Mehrkampf Einzel     | 57,566        | 7             | 57,632                            | 9                                 | 9    |
| Lieke Wevers                                                                 | Mehrkampf Einzel     | 56,782        | 15            | 55,865                            | 20                                | 20   |
| Eythora Thorsdottir Céline van Gerner Vera van Pol Lieke Wevers Sanne Wevers | Mehrkampf Mannschaft | 171,929       | 8             | 172,447                           | 7                                 | 7    |
| Männer                                                                       |                      |               |               |                                   |                                   |      |
| Yuri van Gelder                                                              | Ringe                | 15,333        | 8             | vom niederländischen NOK gesperrt | vom niederländischen NOK gesperrt | 10   |
| Epke Zonderland                                                              | Reck                 | 15,366        | 3             | 14,033                            | 7                                 | 7    |
| Bart Deurloo                                                                 | Mehrkampf Einzel     | 86,990        | 14            | 87,598                            | 15                                | 15   |
| Bart Deurloo Yuri van Gelder Frank Rijken Jeffrey Wammes Epke Zonderland     | Mehrkampf Mannschaft | 257,686       | 10            | ausgeschieden                     | ausgeschieden                     | 10   |

### Volleyball
| Wettbewerb      | Frauen |
| --------------- | --- |
| Athletinnen     | Femke Stoltenborg Yvon Beliën Celeste Plak Robin de Kruijf Maret Grothues Quinta Steenbergen Judith Pietersen Myrthe Schoot Lonneke Slöetjes Anne Buijs Laura Dijkema Debby Stam |
| Trainer         | Giovanni Guidetti |
| Gruppenphase    | China (3:2) USA (2:3) Italien (3:0) Puerto Rico (3:0) Serbien (3:2) |
| Viertelfinale   | Südkorea (3:1) |
| Halbfinale      | China (1:3) |
| Spiel um Bronze | USA (1:3) |
| Platzierung     | 4. Platz |

### Wasserspringen
| Athleten      | Wettbewerb        | Vorkampf | Vorkampf | Halbfinale | Halbfinale | Finale        | Finale        | Rang |
| Athleten      | Wettbewerb        | Punkte   | Rang     | Punkte     | Rang       | Punkte        | Rang          | Rang |
| ------------- | ----------------- | -------- | -------- | ---------- | ---------- | ------------- | ------------- | ---- |
| Frauen        |                   |          |          |            |            |               |               |      |
| Uschi Freitag | Kunstspringen 3 m | 317,10   | 11       | 298,95     | 14         | ausgeschieden | ausgeschieden | 14   |